# Anders Svensson
Anders Svensson (Gotemburgo, 17 de Julho de 1976) é um ex-futebolista sueco que atuava como meio-campista. 

## Participações pela seleção sueca de futebol.
Em 10 de setembro de 2013, ele jogou sua 144ª partida internacional defendendo a seleção de futebol de seu país e se tornou, de acordo com a Federação Sueca de Futebol, o sueco que mais partidas disputou pela seleção masculina de futebol da Suécia de todos os tempos.
Em 12 de dezembro de 2013, Svensson anunciou que estava deixando a seleção nacional, depois que a Suécia não conseguiu se classificar para a Copa do Mundo no Brasil. Até então, de acordo com as estatísticas oficiais do SvFF, ele havia disputado 148 partidas internacionais. Sua estreia na seleção aconteceu em 27 de novembro de 1999, e sua ultima partida foi em 19 de novembro de 2013.
- Campeonatos Mundiais de 2002 e 2006
- Campeonatos Europeus de 2004 , 2008 e 2012